# Кинусайга
Кинусайга (яп. 絹彩画) — разновидность любительского искусства, создание художественных изделий (подобия мозаики) из разноцветных кусочков ткани.
Создается рисунок на бумаге, далее все раскрашивается, причем каждый фрагмент своим цветом. Эти фрагменты нумеруются, затем все линии переводятся на деревянную доску, где так же происходит нумерация. По контуру эскиза прорезаются бороздки глубиной 2 мм. Затем извлекается старое шелковое кимоно и из него нарезаются небольшие, подходящие по цвету лоскутки чуть большего размера (в 1 мм). Составляется мозаика. Края этих шелковых лоскутков заполняют специальным инструментом в канавки, а сам фрагмент приклеивается на своё место. Во время заполнения канавок — часть ткани по замыслу автора натягивается, а в других местах она идет складками. Раньше пользовались преимущественно шёлком, но сейчас все чаще попадаются другие ткани — и лён, и вискоза.
Технику кинусайга создала японка, Сэцу Маэно (яп. 前野節), профессор университета в Нагое[какого?]. Её выставки активно посещают, книги быстро раскупают. Кинусайга — довольно молодое искусство, год его рождения — 1987.